# Ours d'argent du meilleur acteur
Cette page contient des caractères spéciaux ou non latins. S’ils s’affichent mal (▯, ?, etc.), consultez la page d’aide Unicode.

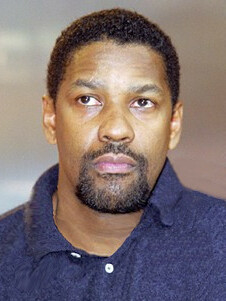
Denzel Washington, vainqueur en 2000

L’Ours d'argent du meilleur acteur (Silberner Bär für den besten Darsteller) est l'une des récompenses remises par le jury lors du Festival de Berlin depuis 1956 dans la catégorie de l'Ours d'argent.
En 2021, le prix est remplacé par l'Ours d'argent de la meilleure performance.

## Palmarès
| Année | Acteur                                   | Film                                                        | Titre original                                      |
| ----- | ---------------------------------------- | ----------------------------------------------------------- | --------------------------------------------------- |
| 1956  | Burt Lancaster                           | Trapèze                                                     | Trapeze                                             |
| 1957  | Pedro Infante                            | Tizoc                                                       |                                                     |
| 1958  | Sidney Poitier                           | La Chaîne                                                   | The Defiant Ones                                    |
| 1959  | Jean Gabin                               | Archimède le clochard                                       |                                                     |
| 1960  | Fredric March                            | Procès de singe                                             | Inherit the Wind                                    |
| 1961  | Peter Finch                              | Pas d'amour pour Johnny                                     | No Love for Johnnie                                 |
| 1962  | James Stewart                            | M. Hobbs prend des vacances                                 | Mr. Hobbs Takes a Vacation                          |
| 1963  | Sidney Poitier                           | Le Lys des champs                                           | Lilies of the Field                                 |
| 1964  | Rod Steiger                              | Le Prêteur sur gages                                        | The Pawnbroker                                      |
| 1965  | Lee Marvin                               | Cat Ballou                                                  |                                                     |
| 1966  | Jean-Pierre Léaud                        | Masculin féminin                                            |                                                     |
| 1967  | Michel Simon                             | Le Vieil Homme et l'Enfant                                  |                                                     |
| 1968  | Jean-Louis Trintignant                   | L'Homme qui ment                                            |                                                     |
| 1969  | Non décerné                              | Non décerné                                                 | Non décerné                                         |
| 1970  | Non décerné                              | Non décerné                                                 | Non décerné                                         |
| 1971  | Jean Gabin                               | Le Chat                                                     |                                                     |
| 1972  | Alberto Sordi                            | Détenu en attente de jugement                               | Detenuto in attesa di giudizio                      |
| 1973  | Non décerné                              | Non décerné                                                 | Non décerné                                         |
| 1974  | Non décerné                              | Non décerné                                                 | Non décerné                                         |
| 1975  | Vlastimil Brodský                        | Jacob le menteur                                            | Jakob, der Lügner                                   |
| 1976  | Gerhard Olschewski                       | Une vie gâchée                                              | Verlorenes Leben                                    |
| 1977  | Fernando Fernán Gómez                    | L'Anachorète                                                | El anacoreta                                        |
| 1978  | Craig Russell                            | Outrageous!                                                 |                                                     |
| 1979  | Michele Placido                          | Ernesto                                                     |                                                     |
| 1980  | Andrzej Seweryn                          | Le Chef d'orchestre                                         | Dyrygent                                            |
| 1981  | Anatoli Solonitsyne Jack Lemmon          | Vingt-six jours de la vie de Dostoïevski Un fils pour l'été | Dwadzat schest dnej is shisni Dostojewskogo Tribute |
| 1982  | Michel Piccoli Stellan Skarsgård         | Une étrange affaire Den enfaldige mördaren                  |                                                     |
| 1983  | Bruce Dern                               | That Championship Season                                    |                                                     |
| 1984  | Albert Finney                            | L'Habilleur                                                 | The Dresser                                         |
| 1985  | Fernando Fernán Gómez                    | Stico                                                       |                                                     |
| 1986  | Tuncel Kurtiz                            | Hiuch HaGdi                                                 |                                                     |
| 1987  | Gian Maria Volonté                       | L'Affaire Aldo Moro                                         | Il caso Moro                                        |
| 1988  | Manfred Möck et Jörg Pose                | Que l'un porte le fardeau de l'autre                        | Einer trage des anderen Last                        |
| 1989  | Gene Hackman                             | Mississippi Burning                                         |                                                     |
| 1990  | Iain Glen                                | Silent Scream                                               |                                                     |
| 1991  | Maynard Eziashi                          | Mister Johnson                                              |                                                     |
| 1992  | Armin Mueller-Stahl                      | Utz, la passion de l'art                                    |                                                     |
| 1993  | Denzel Washington                        | Malcolm X                                                   |                                                     |
| 1994  | Tom Hanks                                | Philadelphia                                                |                                                     |
| 1995  | Paul Newman                              | Un homme presque parfait                                    | Nobody's Fool                                       |
| 1996  | Sean Penn                                | La Dernière Marche                                          | Dead man walking                                    |
| 1997  | Leonardo DiCaprio                        | Roméo + Juliette                                            | William Shakespeare's Romeo + Juliet                |
| 1998  | Samuel L. Jackson                        | Jackie Brown                                                |                                                     |
| 1999  | Michael Gwisdek                          | Rencontres nocturnes                                        | Nachtgestalten                                      |
| 2000  | Denzel Washington                        | Hurricane Carter                                            | The Hurricane                                       |
| 2001  | Benicio del Toro                         | Traffic                                                     |                                                     |
| 2002  | Jacques Gamblin                          | Laissez-passer                                              |                                                     |
| 2003  | Sam Rockwell                             | Confessions d'un homme dangereux                            | Confessions of a Dangerous Mind                     |
| 2004  | Daniel Hendler                           | Le Fils d'Elias                                             | El Abrazo partido                                   |
| 2005  | Lou Taylor Pucci                         | Âge difficile obscur                                        | Thumbsucker                                         |
| 2006  | Moritz Bleibtreu                         | Les Particules élémentaires                                 | Elementarteilchen                                   |
| 2007  | Julio Chávez                             | El otro                                                     |                                                     |
| 2008  | Reza Najie                               | Le Chant des moineaux                                       | Âvâz-e gonjeshk-hâ                                  |
| 2009  | Sotigui Kouyaté                          | London River                                                |                                                     |
| 2010  | Grigori Dobryguine et Sergueï Puskepalis | Comment j'ai passé cet été                                  | Как я провёл этим летом                             |
| 2011  | La distribution masculine                | Une séparation                                              | جدایی نادر از سیمین (Jodaeiye Nader az Simin)       |
| 2012  | Mikkel Boe Følsgaard                     | Royal Affair                                                | En Kongelig Affære                                  |
| 2013  | Nazif Mujić                              | La Femme du ferrailleur                                     | Epizoda u životu berača željeza                     |
| 2014  | Liao Fan                                 | Black Coal                                                  | 白日焰火 (Bai Ri Yan Huo)                           |
| 2015  | Tom Courtenay                            | 45 ans                                                      | 45 Years                                            |
| 2016  | Majd Mastoura                            | Hedi, un vent de liberté                                    | نحبّك هادي (Inhebbek Hedi)                           |
| 2017  | Georg Friedrich                          | Bright Nights                                               | Helle Nächte                                        |
| 2018  | Anthony Bajon                            | La Prière                                                   |                                                     |
| 2019  | Wang Jingchun                            | So Long, My Son                                             | (地久天长, Dì jiǔ tiān cháng)                       |
| 2020  | Elio Germano                             | Je voulais me cacher                                        | Volevo nascondermi                                  |

## Récompenses multiples
- 2 : Fernando Fernán Gómez, Jean Gabin, Sidney Poitier, Denzel Washington